# Perde pilav
Perde pilav (en turc Perde pilavı o Perdeli pilav) és un plat d'arròs i de massa. L'arròs es cuina amb brou o carn de pollastre, pinyons, ametlles, kuşüzümü (panses de Corint) i després es col·loca dins d'un motlle amb yufka (pasta fil·lo) fresca i és cobert amb la massa. Aquest menjar és cuinat al forn i quan és acabat de cuinar té la forma d'una coca.
A la cuina de l'Azerbaidjan un plat molt similar s'anomena khan plov (pilav per al kan).